# Cola simiarum
Cola simiarum là một loài thực vật có hoa trong họ Cẩm quỳ. Loài này được Sprague ex Brenan & Keay mô tả khoa học đầu tiên năm 1956.